# Kristian Kuusela
Kristian Kuusela, född den 19 februari 1983, är en finländsk ishockeyspelare som spelade i Modo våren 2007 och blev guldhjälte genom att avgöra de två sista SM-finalerna mot Linköping. Han hade redan kontrakt över säsongen efter och lämnade MODO efter guldet. Under säsongen 06/07 i Modo svarade han för 19 poäng (tio mål och nio assist).
Han har tidigare spelat för Oulun Kärpät  och vann SM-Liigan 07-08 och kom tvåa 08-09 efter 4 raka förluster mot JYP. Han hade kontrakt med Kärpät till 2010 och är en av grundpelarna i deras powerplay. Mellan 2010 och 2012 spelade han för Esbo Blues. Han spelar idag i Tappara.